# Georg Ernst Stahl

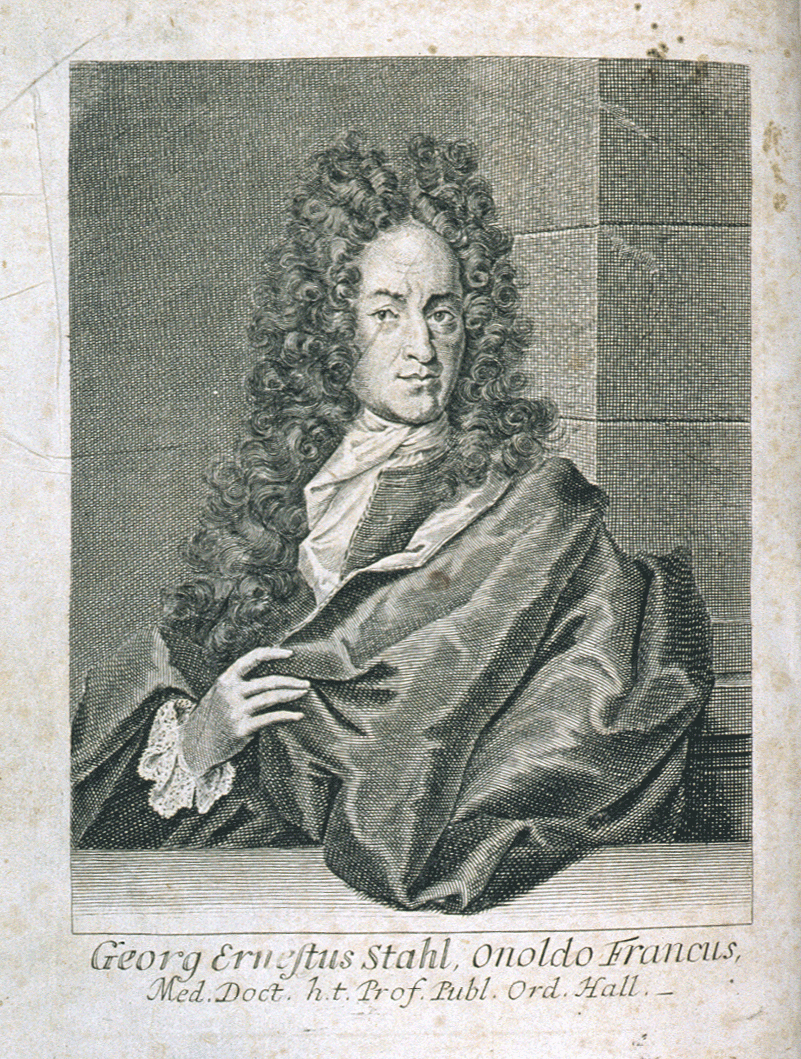
Georg Ernst Stahl

Georg Ernst Stahl (Ansbach, 22 oktober 1659 – Berlijn, 24 mei 1734) was een Duits geneesheer en chemicus.
Hij studeerde in Jena en werd in 1687 arts aan het hof van Weimar, in 1694 professor in de geneeskunde in Halle en in 1716 lijfarts van de koning van Pruisen, Frederik Willem I.
Hij ontwikkelde de beroemde phlogistontheorie, die meer dan een eeuw lang werd aanvaard maar uiteindelijk door Lavoisier ontkracht kon worden. Deze theorie was een poging om een wetenschappelijke verklaring te geven aan het verschijnsel van de verbranding. Ze ging ervan uit dat brandbare lichamen in mindere of meerdere mate een brandbaar principe bevatten, het phlogiston (van het Grieks voor in brand steken).
De ontdekking van zuurstof door Priestley in 1774, gaf aan Lavoisier het middel in de hand om de phlogistontheorie een dodelijke slag toe te brengen.
Zijn voornaamste werken waren Experimenta et observationes chemicae (Berlijn, 1731) en Theoria medica vera (Halle, 1707, 3 delen). 